# 마크 리퍼트
마크 윌리엄 리퍼트(영어: Mark William Lippert, 1973년 2월 28일 - )는 미국의 군인, 공무원으로 오바마 행정부의 미국 국가안전보장회의(NSC) 비서실장이었다. 2014년 10월 30일부터 2017년 1월 20일까지 주한 미국 대사를 역임했으며 현재 삼성전자 북미총괄 대외협력팀장 부사장으로 재직 중이다.

## 어린 시절
마크 W. 리퍼트는 오하이오주 신시내티에서 변호사인 수잔 리퍼트와 제임스 W. 리퍼트의 아들로 태어나 자랐다. 리퍼트는 스탠포드 대학교에서 정치학 학사를 취득하였으며, 이어서 국제 정치학 석사 학위도 취득하였다. 리퍼트는 베이징 대학에서 중국어를 공부했고 당시 중국어 이름으로 리모카이(李模楷)를 쓰기도 했다.

## 약력
마크 W. 리퍼트 주한미국대사는 2012년 5월부터 2014년 9월까지 척 헤이글 미 국방장관의 비서실장과 국방부 아시아 태평양 안보담당 차관보로 일하며, 아태지역 국가 및 국제기구와 관련된 국제안보전략과 정책 사안 전반을 담당하는 국방장관의 수석보좌관직을 수행했다.
2012년 4월 인준되기 전, 그는 미 해군에서 동원령에 따라 2년간 현역으로 복무했다. 이 기간 중 아프가니스탄에 파병되기도 했으며, 2009년부터 2011년까지는 버지니아주 버지니아비치 소재 미해군특수전개발단에서 정보장교로 복무했다.
2009년 미 국가안전보장회의에서 대통령 부보좌관 겸 비서실장을, 2008년에는 오바마-바이든 정권 인수팀에서 외교담당 부국장을 지냈으며, 2005년부터 2008년까지는 당시 상원의원이었던 버락 오바마 대통령의 상원외교위원회 업무를 담당하는 외교정책 보좌관으로 일했다.
2000년부터 2005년까지 상원세출위원회 산하 국무·외교업무소위원회 전문위원으로서 해외원조와 안보지원에 대해 패트릭 레이히 상원위원을 보좌했고, 1999년부터 2000년까지 톰 대슐 상원위원과 민주당 상원정책위원회 외교 및 국방정책 보좌관을 역임했다.

## 수상경력
이라크전에 참전해 동성무공훈장을 받았고, 그 외에도 미국 국방부 우수근무훈장, 기본공수휘장 등을 받았다.

## 학력사항
- 스탠퍼드 대학교 정치학 학사
- 스탠퍼드 대학교 국제정치학 석사
- 베이징 대학교 중국어학 석사수료

## 사건사고

### 리퍼트 주한 미국 대사 피습사건
2015년 3월 5일 아침에 대한민국 서울특별시에서 김기종에게 습격을 당해 얼굴과 팔에 상처를 입었다. 신촌 세브란스병원에서 수술을 받은 뒤 3월 10일 퇴원했다.

### 블로그 / 트위터
- 리퍼트 가족의 한국 이야기
- Mark Lippert 트위터

| 전임 성 김 | 제22대 주한 미국 대사 2014년 10월 30일 ~ 2017년 1월 20일 | 후임 (권한대행)마크 내퍼 해리 해리스 |